# Senad Repuh
Senad Repuh (Sarajevo, 18 december 1972) is een voormalig profvoetballer uit Bosnië en Herzegovina die speelde als middenvelder gedurende zijn carrière. Hij beëindigde zijn loopbaan in 2008 bij de Bosnische club FK Sarajevo uit zijn geboorteplaats Sarajevo. Repuh speelde eerder clubvoetbal in Turkije, Malta, Israël en Rusland.

## Interlandcarrière
Repuh kwam – inclusief officieuze duels – in totaal veertien keer (één doelpunt) uit voor de nationale ploeg van Bosnië en Herzegovina in de periode 1997–1999. Onder leiding van bondscoach Fuad Muzurović maakte hij zijn debuut op 22 februari 1997 in de vriendschappelijke wedstrijd tegen Vietnam (4-0) in Kuala Lumpur, net als Admir Adžem (FK Željezničar), Džemo Smječanin (FK Sarajevo), Dželaludin Muharemović (FK Željezničar), Samir Bajtarević (FK Rudar) en Nermin Važda (NK Bosna). Repuh nam het vierde en laatste doelpunt voor zijn rekening, nadat hij in de zestigste minuut was ingevallen voor Sedam Osmić.